# پل ونکسین
 پل ونکسین (به انگلیسی: Wanxian Bridge) یا پل وانژو (به انگلیسی: Wanzhou Bridge)چینی ساده: 万县长江大桥; چینی سنتی: 萬縣長江大橋; پین‌یین: Wànxiàn Chángjiāng Dàqiáo یک پل قوسی بتن مسلح است که در سال 1997 بر فراز رودخانه یانگ تسه ساخته شده‌است. در مجاورت سد سه دره (به انگلیسی: Three Gorges Dam)در وانژو (به انگلیسی: Wanzhou)، چونگ کینگ (به انگلیسی: Chongqing)، چین واقع شده‌است. دهانه قوس ۴۲۰ متر (۱٬۳۸۰ فوت) و طول کلی پل ۸۶۴٫۱۲ متر (۲٬۸۳۵٫۰ فوت) است. ارتفاع آزاد تاسطح آب رود زیر پل ۱۳۳ متر (۴۳۶ فوت) است. با این حال ارتفاع آزاد دیگر به‌طور  کامل قابل مشاهده نیست زیرا مخزن ایجاد شده توسط ساخت سد سه دره (به انگلیسی: Three Gorges Dam)باعث افزایش ارتفاع آب شده‌است. در حین ساخت پل، یک قاب خرپایی لوله‌ای که داخل لوله‌ها با بتن پر شده، برای تحمل وزن قوس بتنی ساخته شده و در قوس بتنی تعبیه شده‌است.
پل ونکسین طولانی‌ترین پل قوسی بتنی موجود در جهان است و از این نظر جایگزین پل کرک کرواسی شده‌است. این پل، یک پل بزرگراه اصلی با خطوط عبور برای وسایل نقلیه و عابران پیاده است.